# Doppelsöldner

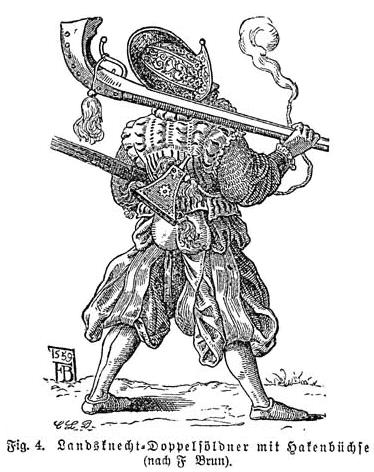
Un doppelsöldner armé d'une arquebuse.

Les Doppelsöldner étaient des soldats d'élite dans les unités de lansquenets du XVe siècle au début du XVIIe siècle.
Le mot Doppelsöldner vient de l'allemand doppel (double) et Söldner (mercenaire). Ces soldats étaient souvent des vétérans et avaient la périlleuse tâche, lors des confrontations entre deux formations d'infanterie ou face à des cavaliers, de pénétrer dans le carré adverse et d'abattre les piquiers, ce pour quoi ils bénéficiaient de la solde doublée qui leur a donné leur nom.
Les formations d'infanterie de la fin du Moyen Âge et de la Renaissance étaient constituées de carrés denses bordés de plusieurs rangs de piquiers armés de piques de trois à sept mètres de long chargés de tenir l'adversaire à distance. Quand deux formations se rencontrent, les piquiers se trouvent inefficaces tout de suite après le contact, la difficile manœuvrabilité des piques de 7 m rendant un deuxième assaut quasiment impossible. Les Doppelsöldner sont armés le plus souvent de longues épées à deux mains (zweihänder) ou de hallebardes courtes (de 2 mètres). Rangés juste derrière les piquiers (les poussant et empêchant ainsi leur défection), ils passent devant leurs camarades dès le contact entre les deux carrés, se faufilent entre les longues hampes des piques amies et ennemies et ont pour tâche d'abattre les piquiers adverses afin de permettre à la formation d'avancer. Ainsi, ils sont les premiers à combattre l'ennemi au corps à corps et forment la véritable première ligne, ce qui justifie leur salaire.
Les Doppelsöldner, comme les officiers lansquenets, étaient relativement bien payés et aimaient à le montrer en se parant de vêtements amples et non coordonnés aux couleurs criardes, de turbans et de chapeaux larges à longues plumes. Ils portaient souvent leur bourse relativement bien garnie dans leurs chausses entre les jambes comme un attribut de leur virilité, ce qui ne manquait pas de déplaire aux ecclésiastiques. Ils sont dépeints par leurs contemporains comme orgueilleux, joueurs et violents.